# 堤雪菜
堤 雪菜（つつみ ゆきな、2000年9月25日 - ）は、日本の女性声優。女性アイドルグループ・A応Pの元メンバー。徳島県出身。ツキアカリ所属。

## 略歴
声優になるきっかけは母の影響で水樹奈々が好きになり、アニメを観るようになったという。小学6年生でテレビアニメ『妖狐×僕SS』を観て、「自分の声で仕事をしている声優がキラキラしていてかっこいいな」と思ったのがきっかけである。
2012年、「第7回 ワークスタッフ presents スターへの道ジュニアカラオケ大賞」で「グランドチャンピオン」受賞。
2014年、「水樹奈々×JOYSOUNDカラオケ選手権」で「キングレコード賞」受賞。11月、国際声優育成協会主催のオーディション「第三回全日本声優コンテスト『声優魂』」で声優部門〈国内カテゴリー〉の「最優秀賞」を受賞。
2015年4月に「81 ACTOR'S STUDIO」大阪校に入学し、12月にアプリゲーム『新約アルカナスレイヤー』のルナ役で声優デビュー。
2017年5月、「A応P」の候補生オーディションに合格し、候補生ユニット「A応P ZERO」として活動開始。2018年3月5日、「A応P」に昇格。ライトグリーン担当。
2019年4月、81プロデュースへジュニア所属。
2023年7月31日をもって、81プロデュースを退所しフリーとなる。
2024年9月25日よりツキアカリへの加入を所属事務所が発表、自身のSNSでも移籍を報告した。

## 人物
趣味はリバーシ、刀剣鑑賞」特技は猫と友達になれる。
大の猫好き。徳島の実家では猫を7匹飼っている。
特に好きなアニメは『日常』『活撃 刀剣乱舞』『妖狐×僕SS』、『夏目友人帳』、『カーニヴァル』。

## 出演

### テレビ番組
- ニャンだ?フルアイランド（2018年 - 2019年、テレビせとうち）- ナレーション

### テレビアニメ
- 継つぐもも（2020年、女子B）
- 無能なナナ（2020年、羽生キララ[14]）

### ゲーム
- 新約アルカナスレイヤー（2015年、ルナ）
- けものフレンズ3（シナウスイロイルカ[15]）

### ラジオ
- ゆきなの目指せ！2.5次元！（2014年 - 2015年、エフエムびざん）
- とくしま動物園が面白くない訳がない！（2015年、エフエムびざん）

### オーディオブック
- 人生（2019年、鈴木いくみ[16][17]）
- 100人の英雄を育てた最強預言者は、冒険者になっても世界中の弟子から慕われてます（2020年、ユリカ 他[18]）
- 董白伝〜魔王令嬢から始める三国志〜（2021年、董白[19]）
- 現実でラブコメできないとだれが決めた?（2024年、品川未春[20]）

### 舞台
- 愛を探す怪物（2021年7月、中目黒キンケロシアター）- ペイジ 役[21]
- ゴールデン街の片隅で（2021年8月、シアターサンモール）- アカリ 役[22]
- カルテットルーム（2021年10月、中目黒キンケロシアター）- 山本亜紀 役[23]
- マジでトキメけ☆少女たち!!～全国高校生エネルギッシュ選手権大会～（2022年2月、CBGKシブゲキ!! ）- 柔道 柔 役[24]
- モンタージュ（2022年7月、シアターグリーン　BOXinBOX　THEATER ）- 加賀美郁 役[25]
- 西園寺家の儀典（2022年12月、シアターグリーン BIG TREE THEATER ）- すみれ 役[26]
- 時計塔のレイラ（2023年4月、CBGKシブゲキ!!）- ゴマ 役[27]
- ハレノヒカンタータ（2023年7月、シアターグリーン BOX in BOX THEATER ）- 小此木今日子 役[28]
- 水上のゴンドリエーラ（2023年10月、シアターグリーンBIG TREE THEATER）- ピエトラ役[29]

### 雑誌
- De☆View（2015年2月号）

### その他コンテンツ
- 第八回国際声優コンテスト『声優魂』（アシスタントMC[30]）